# Candelária
Candelária là một đô thị thuộc bang Rio Grande do Sul, Brasil. Đô thị này có diện tích 943,731 km², dân số năm 2007 là 29444 người, mật độ 31,2 người/km².